# داريل واتكينز
داريل واتكينز (بالإنجليزية: Darryl Watkins)‏ مواليد 8 نوفمبر 1984 في باترسون، هو لاعب كرة سلة أمريكي سابق. بدأ مسيرته الاحترافية في سنة 2007. لعب مع فريق أسفيل باسكت كلاعب وسط. حمل الرقم 22. يبلغ طوله 7 قدم 0 بوصة (2.1 م).

## المسيرة الاحترافية
لعب مع سكرامنتو كينغز في سنة 2007، ثم لعب مع آيوا إنرجي في سنة 2008، ثم لعب مع الحكمة اللبناني في موسم 2010–2011، ثم لعب مع نيو أورلينز بيليكانز في سنة 2012، ثم لعب مع سبيرو شارلوروا في موسم 2013–2014، ثم لعب مع ريمس شمبانيا في الدوري الفرنسي في موسم 2014–2015.

## روابط خارجية
- داريل واتكينز على موقع الدوري الأوروبي لكرة السلة (الإنجليزية)
- داريل واتكينز على موقع إن بي أي (الإنجليزية)
- داريل واتكينز على موقع سبورتس رفرنس (الإنجليزية)
- داريل واتكينز على موقع كرة السلة الأوروبية.كوم (الإنجليزية)
- داريل واتكينز على موقع كلية كرة السلة في سبورتس رفرنس.كوم (الإنجليزية)
- داريل واتكينز على موقع ريلجم (الإنجليزية)
- داريل واتكينز على موقع بروبوليرز (الإنجليزية)
- داريل واتكينز على موقع سبورتس رفرنس (الإنجليزية)
- داريل واتكينز على موقع سبورتس رفرنس (الإنجليزية)